# 第7普通科連隊
第7普通科連隊（だいななふつうかれんたい、英語: JGSDF 7th Infantry Regiment）は、陸上自衛隊福知山駐屯地（京都府福知山市）に駐屯する第3師団隷下の普通科連隊である。

## 概要
連隊本部、本部管理中隊、5個普通科中隊および重迫撃砲中隊から編成される。連隊長は、1等陸佐（二）をもって充てられ、福知山駐屯地司令を兼ねる。
防衛警備担当区域は京都府宇治川以北の10市4町であり、訓練は主に長田野演習場と饗庭野演習場で実施する。また、レンジャー発祥の地としても有名である。
第36普通科連隊、第37普通科連隊は、本連隊の普通科大隊を母体として編成された。

## 沿革
第7連隊
- 1951年（昭和26年）5月1日：第3管区隊第7連隊が新編。

1. 第7連隊本部および第1大隊が岡山県水島駐屯地において編成完結。
2. 第2大隊が福山駐屯地において編成完結。
3. 第3大隊および第14中隊が舞鶴駐屯地において編成完結。

- 1952年（昭和27年）
  - 1月19日：部隊改編等。

  1. 第7連隊本部および第1大隊が水島駐屯地から福知山駐屯地に移駐。
  2. 第7連隊第2大隊（福山駐屯地）が第8連隊第3大隊に、第8連隊第3大隊（米子駐屯地）が第7連隊第2大隊に改称。

  - 6月25日：第14中隊が舞鶴駐屯地から福知山駐屯地に移駐。
  - 7月9日：第3大隊が舞鶴駐屯地から久居駐屯地に移駐。
- 1954年（昭和29年）6月24日：第7連隊第3大隊が久居駐屯地から富士駐屯地へ移駐。

第7普通科連隊
- 1954年（昭和29年）7月1日：陸上自衛隊発足により、第7普通科連隊に称号変更。
- 1955年（昭和30年）10月21日：連隊改編。

1. 第7普通科連隊第2大隊（米子駐屯地）が第8普通科連隊第3大隊に改称。
2. 第8普通科連隊第3大隊が福山駐屯地から伊丹駐屯地に移駐し、第7普通科連隊第2大隊に改称。

- 1957年（昭和32年）9月2日：第7連隊第3大隊が富士駐屯地から信太山駐屯地へ移駐。
- 1962年（昭和37年）1月18日：第3管区隊の第3師団への改編に伴い、連隊再編。

1. 第1大隊（福知山駐屯地）を基幹として第7普通科連隊が福知山駐屯地において編成完結。本部管理中隊、4個普通科中隊および重迫撃砲中隊編成となる。
2. 第2大隊（伊丹駐屯地）を基幹として第36普通科連隊が伊丹駐屯地に新編。本部管理中隊、4個普通科中隊および重迫撃砲中隊編成となる。
3. 第3大隊（信太山駐屯地）を基幹として第37普通科連隊が信太山駐屯地に新編。本部管理中隊、4個普通科中隊および重迫撃砲中隊編成となる。

- 1992年（平成04年）3月27日：第3師団の近代化改編に伴い、自動車化連隊へ改編。
- 1994年（平成06年）3月28日：連隊改編。

1. 第3対戦車隊の廃止に伴い、対戦車中隊を隷下に新編。
2. 各普通科中隊に81mm迫撃砲 L16を、重迫撃砲中隊に120mm迫撃砲 RTが配備。

- 2004年（平成16年）3月：京都府で発生した鳥インフルエンザ対策支援に関する災害派遣に従事。約100名を派遣。
- 2006年（平成18年）
  - 3月27日：第3師団の即応近代化師団への改編。

  1. 対戦車中隊を廃止・改編し、第5普通科中隊を新編。
  2. 後方支援体制変換に伴い、本部管理中隊管理整備小隊を廃止し、連隊の整備部門を第3後方支援連隊第2整備大隊第1普通科直接支援中隊へ移管。

  - 7月：京都府で発生した土砂崩れ等に伴う行方不明者の捜索等に係る災害派遣に従事[2]。
- 2018年（平成30年）7月：平成30年7月豪雨に伴い、5日の16時40分にLO（連絡幹部）2名を京都府庁に出発させた。翌6日1時10分に京都府知事から第7普通科連隊長に対して水防活動に係る災害派遣要請があったため、中部方面後方支援隊と共に京都市伏見区久我橋付近で堤防補強のための土嚢積み作業に当たった。朝7時05分に府知事からの撤収要請により活動を終了した[3]が、同日18時35分に再度要請を受け、再び水防活動を実施。23時30分に活動を終えた[4]。
- 2024年（令和06年）8月：レンジャー訓練中の隊員5人が熱中症や急性腎不全で入院。うち1人が死亡[5]。

## 部隊編成
- 第7普通科連隊本部
- 本部管理中隊「7普-本」
  - 中隊本部
  - 連隊本部班：82式指揮通信車
  - 情報小隊：軽装甲機動車、偵察用オートバイ
  - 施設作業小隊：小型ドーザ、資材運搬車
  - 通信小隊
  - 補給小隊：3 1/2tトラック
  - 衛生小隊：1トン半救急車
  - 狙撃班
- 第1普通科中隊「7普-1」：高機動車、81mm迫撃砲 L16、01式軽対戦車誘導弾
- 第2普通科中隊「7普-2」：高機動車、81mm迫撃砲 L16、01式軽対戦車誘導弾
- 第3普通科中隊「7普-3」：高機動車、81mm迫撃砲 L16、01式軽対戦車誘導弾
- 第4普通科中隊「7普-4」：高機動車、81mm迫撃砲 L16、01式軽対戦車誘導弾
- 第5普通科中隊「7普-5」：軽装甲機動車、81mm迫撃砲 L16、01式軽対戦車誘導弾
- 重迫撃砲中隊「7普-重」：120mm迫撃砲 RT

## 整備支援部隊
- 第3後方支援連隊第2整備大隊第1普通科直接支援中隊「3後支-2整-1」（福知山駐屯地）：2006年（平成18年）3月27日から

## 主要幹部
| 官職名                              | 階級    | 氏名     | 補職発令日     | 前職                 |
| ----------------------------------- | ------- | -------- | -------------- | -------------------- |
| 第7普通科連隊長 兼 福知山駐屯地司令 | 1等陸佐 | 塚本貴義 | 2025年08月01日 | 第2師団司令部第3部長 |

| 代 | 氏名                   | 在職期間                        | 前職                                          | 後職                                                       |
| -- | ---------------------- | ------------------------------- | --------------------------------------------- | ---------------------------------------------------------- |
| 01 | 小口光男 （2等警察正） | 1951年05月01日 - 1954年01月28日 |                                               | 第一幕僚監部第三部勤務                                     |
| 02 | 幸修三 （1等保安正）   | 1954年01月29日 - 1955年11月15日 |                                               | 第4管区総監部幕僚長                                        |
| 03 | 吉田俊隈               | 1955年11月16日 - 1958年07月31日 | 第1管区総監部第2部長                          | 陸上自衛隊幹部学校研究部研究員                             |
| 04 | 竹内一郎               | 1958年08月01日 - 1961年02月28日 | 伊丹駐とん地業務隊長                          | 第3管区総監部付 →1961年4月11日 停年退官                    |
| 05 | 木幡信                 | 1961年03月01日 - 1963年07月31日 | 東北方面総監部第3部長                         | 第2師団司令部幕僚長                                        |
| 06 | 植田米蔵               | 1963年08月01日 - 1965年07月15日 | 西部方面総監部第1部長                         | 東部方面総監部第1部長                                      |
| 07 | 宗重彦                 | 1965年07月16日 - 1967年07月16日 | 自衛隊鹿児島地方連絡部長                      | 東部方面総監部総務課長                                     |
| 08 | 小林俊彦               | 1967年07月17日 - 1969年03月16日 | 北部方面総監部第1部長                         | 陸上自衛隊富士学校総務部長                                 |
| 09 | 白戸宏                 | 1969年03月17日 - 1971年03月15日 | 統合幕僚学校学校教官                          | 自衛隊新潟地方連絡部長                                     |
| 10 | 濱口孝知               | 1971年03月16日 - 1973年07月15日 | 自衛隊長崎地方連絡部長                        | 東部方面総監部第3部長                                      |
| 11 | 林繁己                 | 1973年07月16日 - 1975年07月15日 | 空挺教育隊長                                  | 陸上自衛隊幹部学校研究員                                   |
| 12 | 岡崎玄誠               | 1975年07月16日 - 1977年03月15日 | 陸上幕僚監部募集課企画班長                    | 陸上幕僚監部第3部副部長                                    |
| 13 | 紫垣慶一               | 1977年03月16日 - 1979年03月15日 | 陸上自衛隊幹部候補生学校勤務                  | 健軍駐とん地業務隊長                                       |
| 14 | 楯周治                 | 1979年03月16日 - 1981年07月31日 | 自衛隊帯広地方連絡部長                        | 富士教導団副団長                                           |
| 15 | 北島壽一               | 1981年08月01日 - 1983年07月31日 | 東部方面総監部防衛部訓練課長                  | 陸上幕僚監部教育訓練部訓練課 訓練班長                      |
| 16 | 山下忍                 | 1983年08月01日 - 1986年03月16日 | 陸上幕僚監部教育訓練部訓練課 訓練班長         | 防衛大学校訓練部訓練課長                                   |
| 17 | 吉岡誠                 | 1986年03月17日 - 1988年07月06日 | 第1師団司令部第3部長                          | 東部方面総監部防衛部長                                     |
| 18 | 佐藤和美               | 1988年07月07日 - 1990年07月08日 | 自衛隊愛知地方連絡部募集課長                  | 自衛隊千葉地方連絡部長                                     |
| 19 | 田川睦夫               | 1990年07月09日 - 1994年03月23日 | 第11師団司令部第3部長                         | 北部方面総監部人事部長                                     |
| 20 | 武田能行               | 1993年03月24日 - 1995年07月31日 | 東北方面総監部防衛部訓練課長                  | 陸上自衛隊幹部学校主任研究開発官                           |
| 21 | 横山一                 | 1995年08月01日 - 1998年07月31日 | 自衛隊福島地方連絡部長                        | 陸上自衛隊幹部学校主任教官                                 |
| 22 | 倉井明                 | 1998年08月01日 - 2001年03月31日 | 東部方面総監部人事部人事課長                  | 第13旅団司令部幕僚長                                       |
| 23 | 木野村謙一             | 2001年04月01日 - 2002年12月01日 | 陸上幕僚監部調査部調査課 調査運用室勤務       | 陸上幕僚監部人事部人事計画課長                             |
| 24 | 財城昭彦               | 2002年12月02日 - 2004年11月30日 | 統合幕僚学校学校教官                          | 真駒内駐屯地業務隊長                                       |
| 25 | 佐藤正久               | 2004年12月01日 - 2006年08月03日 | 陸上幕僚監部防衛部付                          | 陸上自衛隊幹部学校学校教官                                 |
| 26 | 岸良和典               | 2006年08月04日 - 2008年11月30日 | 陸上自衛隊幹部学校教育部教務課長              | 仙台駐屯地業務隊長                                         |
| 27 | 端博幸                 | 2008年12月01日 - 2010年07月25日 | 西部方面総監部調査部調査課長                  | 陸上幕僚監部防衛部防衛課勤務                               |
| 28 | 篠原啓一郎             | 2010年07月26日 - 2013年03月31日 | 第12旅団司令部第3部長                         | 北部方面指揮所訓練支援隊長                                 |
| 29 | 井川賢一               | 2013年04月01日 - 2015年03月31日 | 陸上幕僚監部教育訓練部 教育訓練計画課制度班長 | 陸上幕僚監部防衛部防衛課勤務 兼 統合幕僚監部防衛計画部勤務 |
| 30 | 上野和士               | 2015年04月01日 - 2016年06月30日 | 陸上幕僚監部防衛部防衛課 防衛班長             | 陸上幕僚監部教育訓練部 教育訓練計画課長                    |
| 31 | 飯島達也               | 2016年07月01日 - 2019年03月22日 | 第1空挺団本部高級幕僚                         | 自衛隊富山地方協力本部長                                   |
| 32 | 小野田宏樹             | 2019年03月23日 - 2022年03月16日 | 水陸機動団副団長                              | 第48普通科連隊長                                           |
| 33 | 前野直樹               | 2022年03月17日 - 2023年12月21日 | 自衛隊山梨地方協力本部長                      | 第10師団司令部付 →2024年3月11日 退職                       |
| 34 | 佐藤教人               | 2023年12月22日 - 2025年07月31日 | 北部方面総監部法務官                          | 陸上自衛隊教育訓練研究本部勤務                             |
| 35 | 塚本貴義               | 2025年08月01日 -                | 第2師団司令部第3部長                          |                                                            |

## 主要装備
- 82式指揮通信車
- 軽装甲機動車
- 高機動車
- 1/2tトラック / 73式小型トラック
- 1 1/2tトラック / 73式中型トラック
- 3 1/2tトラック / 73式大型トラック
- 89式5.56mm小銃
- 5.56mm機関銃MINIMI
- 84mm無反動砲
- 87式対戦車誘導弾
- 81mm迫撃砲 L16
- 120mm迫撃砲 RT

## 警備隊区
京都市、宮津市、京丹後市、舞鶴市、福知山市、綾部市、南丹市、亀岡市、向日市、長岡京市、伊根町、京丹波町、与謝野町、大山崎町

## 廃止（改編）部隊
- 1962年（昭和37年）1月18日廃止
  - 第7普通科連隊第1大隊（福知山駐屯地）：第7普通科連隊に再編。
  - 第7普通科連隊第2大隊（伊丹駐屯地）：第36普通科連隊に改編。
  - 第7普通科連隊第3大隊（信太山駐屯地）：第37普通科連隊に改編。
- 2006年（平成18年）3月26日廃止
  - 本部管理中隊管理整備小隊「7普-本」（福知山駐屯地）：整備部門を第3後方支援連隊第2整備大隊第1普通科直接支援中隊へ移管。
  - 第7普通科連隊対戦車中隊「7普-対戦」（福知山駐屯地）：第5普通科中隊に改編。